# Escola de joves rebels
Escola de joves rebels (títol original en anglès Lean on Me) és una pel·lícula estatunidenca dirigida per John G. Avildsen i estrenada l'any 1989.	

## Argument
Un arrogant i poc ortodox professor torna com a director a un institut d'on uns anys abans va ser acomiadat. Ha estat cridat per un vell amic, Frank Napier, un inspector escolar, per dur a terme una reforma interna a l'institut Paterson, considerada la pitjor escola de Nova Jersey, un niu de delinqüents juvenils i de traficants de drogues. El recentment nomenat director, Joe Clark, té la impossible tasca d'imposar disciplina abans que l'Estat deixi sense poder al consell escolar i assumeixi les competències. El seu càrrec es farà indefinit si aconsegueix que els alumnes passin els exàmens finals, però els seus mètodes poc convencionals l'enfronten amb gran part de la comunitat.

## Repartiment
- Morgan Freeman: Joe Clark
- Beverly Todd: Mlle Levias
- Robert Guillaume: Dr. Frank Napier
- Alan North: Alcalde Don Bottman
- Lynne Thigpen: Leonna Barrett
- Robin Bartlett: Sra. Elliott
- Michael Beach: Sr. Darnell
- Ethan Phillips: Sr. Rosenberg
- Sandra Reaves-Phillips: Sra. Powers
- Sloane Shelton: Sra. Hamilton
- Jermaine 'Huggy' Hopkins: Thomas Sams
- Karen Malina White: Kaneesha Carter
- Karina Arroyave: Maria
- Ivonne Coll: Sra. Santos
- Regina Taylor: Sra. Carter

## Premis i nominacions
Premis
- 1991: Image Award per Morgan Freeman

Nominacions
- 1990: 3 nominacions als Premi Young Artist
- 1990: nominacions per al Jackie Coogan Award, al Premi Young Artist per Norman Twain (productor)